# Igołomia
Igołomia is een plaats in het Poolse district Krakowski, woiwodschap Klein-Polen. De plaats maakt deel uit van de gemeente Igołomia-Wawrzeńczyce en telt 1100 inwoners.